# Cynorkis zaratananae
Cynorkis zaratananae är en orkidéart som beskrevs av Rudolf Schlechter. Cynorkis zaratananae ingår i släktet Cynorkis, och familjen orkidéer. Inga underarter finns listade i Catalogue of Life.